# Мальбрук в поход собрался

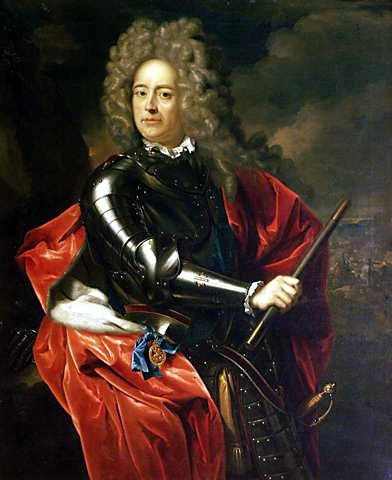
Герцог Мальборо, или «Мальбрук»

«Мальбрук в поход собрался» (фр. Marlbrough s'en va-t-en guerre) — одна из самых популярных французских народных песен.
Песню о Мальбруке сочинили французские солдаты в 1709 году накануне знаменитого сражения при Мальплаке. В стане французов пронёсся ложный слух о том, что убит виновник их предыдущих неудач в войне за испанское наследство герцог Мальборо, руководивший английскими войсками, которого французы называли на свой лад «Мальбруком». Так появилась песня о Мальбруке, начинавшаяся словами: «Мальбрук в поход поехал, Миронтон, миронтон, миронтэн». В песне рассказывалось о том, как жена Мальбрука ждёт своего мужа, ушедшего на войну. Прошло много времени, а Мальбрук всё не возвращается. Весть о смерти Мальбрука приносит паж, который сообщает, что на погребении Мальбрука присутствовали все офицеры, которые несли его панцирь, щит и длинную саблю. Вскоре популярная песня на злободневный сюжет была забыта.
Новый взлёт популярности песни о Мальбруке случился в конце XVIII века, когда композитор Висенте Мартин-и-Солер переработал её для своей оперы «Редкая вещь» (1786), где мотив песенки, явно записанный композитором на слух, приобрёл новые черты. Опера имела огромный успех и была показана 78 раз. Моцарт процитировал музыку Мартина-и-Солера в ансамбле «O quanto in sì bel giubilo» в финале «Дон Жуана» (1787), тем самым подкрепив новую популярность мотива песни о Мальбруке. Распространению «классического варианта» в немалой степени способствовала королева Мария-Антуанетта. Песенку о Мальбруке пела её сыну привезённая из глухой провинции кормилица, баюкая дофина. Вскоре колыбельную о Мальбруке пели и королева, и король Людовик XVI; затем модную песенку подхватили придворные, а за ними и буржуазные круги.
Французская песня о Мальбруке некоторое время пользовалась популярностью и в России. Во время Отечественной войны 1812 года была переведена на русский язык. В солдатском обиходе слова песни были изменены, приобретя комические и непристойные подробности. Имя полководца Мальбрука при этом сохранилось, но под ним безусловно подразумевали Наполеона. Так, в русском варианте песни о Мальбруке, осмеивавшем его неудачный поход в Россию, полководец погибал не в сражении, а со страху «смертию поносной». Пародию на песню о Мальбруке сочинял А. С. Пушкин с группой приятелей. Песня о Мальбруке упоминается и в «Мёртвых душах» Н. В. Гоголя, когда Ноздрёв развлекает гостей шарманкой, «не без приятности играющей „Мальбрук в поход поехал“». Также «Мальбрук в поход собрался» напевает старый князь Болконский в романе «Война и мир» Л. Н. Толстого, в то время когда его сын — Андрей Болконский описывает ему военные планы русской армии в походе на Наполеона. Иногда в русском языке выражение «Мальбрук в поход собрался» применяется иносказательно к человеку, чьё начинание закончилось неудачей. В сочинении «Битва при Витории» (1813) Бетховен также использует эту музыку как лейтмотив Наполеона. Так песня, сочинённая против Англии во Франции, обратилась против самой Франции в произведении, посвящённом англичанину.